# جوناثان جويا
جوناثان جويا (بالإسبانية: Jonathan Goya)‏ هو لاعب كرة قدم أرجنتيني في مركز الدفاع، ولد في 14 مارس 1989 في بوينس آيرس في الأرجنتين. لعب مع نادي ديبورتيفو ريسترا.

## وصلات خارجية
- جوناثان جويا على موقع قاعدة بيانات كرة القدم.إي يو (الإنجليزية)
- جوناثان جويا على موقع Soccerway.com (الإنجليزية)